# 5893 Coltrane
5893 Coltrane è un asteroide della fascia principale. Scoperto nel 1982, presenta un'orbita caratterizzata da un semiasse maggiore pari a 2,6062467 UA e da un'eccentricità di 0,0870797, inclinata di 14,04504° rispetto all'eclittica.
L'asteroide è stato così nominato in omaggio al celebre musicista jazz John Coltrane.